# Prospect, Connecticut
Prospect är en kommun (town) i New Haven County i delstaten Connecticut, USA med 8 707 invånare (2000).